# Stazione di Osaka Aeroporto Internazionale
La stazione dell'Aeroporto Internazionale di Osaka (大阪空港駅?, Ōsakakūkō-eki) è una stazione della Monorotaia di Ōsaka situata a Toyonaka che serve l'omonimo aeroporto. Si tratta del capolina ovest della linea. La stazione si trova al confine fra le amministrazioni dei comuni di Toyonaka, Ikeda e Itami, ma la gestione amministrativa è svolta dalla prima delle tre città.